# Светлана Христова–Йоцич
Светлана Христова–Йоцич (на македонска литературна норма: Светлана Христова-Јоциќ) е поетеса, есеистка и писателка за деца от Република Македония.

## Биография
Родена е в 1928 година в Ресен. Завършва Философския факултет на Скопския университет. Работи като новинарка в Радио Скопие. Членка е на Дружеството на писателите на Македония и е била негова секретарка и председателка. Членка е и на Македонския ПЕН център. Създателка, главна и отговорна редакторка е на списанието „Стожер“. Председателка е на международната манифестация Македонски духовни конаци, създател, главна и отговорна редакторка на органа на МДК „Портал“. Умира в Скопие в 2012 година.